# Ligamentum tibiofibulare inferius

Bänder des Sprunggelenks

Das Ligamentum tibiofibulare inferius (lat. für ‚unteres Schienbein-Wadenbein-Band‘) ist ein Band des Sprunggelenks. Es bildet zusammen mit dem vorderen Schienbein-Wadenbein-Band (Ligamentum tibiofibulare anterius) und dem hinteren Schienbein-Wadenbein-Band (Ligamentum tibiofibulare posterius) die distale Syndesmose der beiden Unterschenkelknochen. Das Lig. tibiofibulare posterius zieht vom unteren Ende des Schienbeins zum unteren Ende des Wadenbeins. Es liegt unter dem hinteren Schienbein-Wadenbein-Band und bildet eine lippenartige Begrenzung der Dorsalkante der horizontalen Gelenkfläche des Schienbeins (sog. Tibiaplafond).
In der Normal- und Beugestellung ist das Band in der Bildgebung kaum vom darüberliegenden Lig. tibiofibulare posterius abzugrenzen, in der Dorsalextension des Sprunggelenks lassen sich dagegen beide Bänder gut unterscheiden.